# Huervo

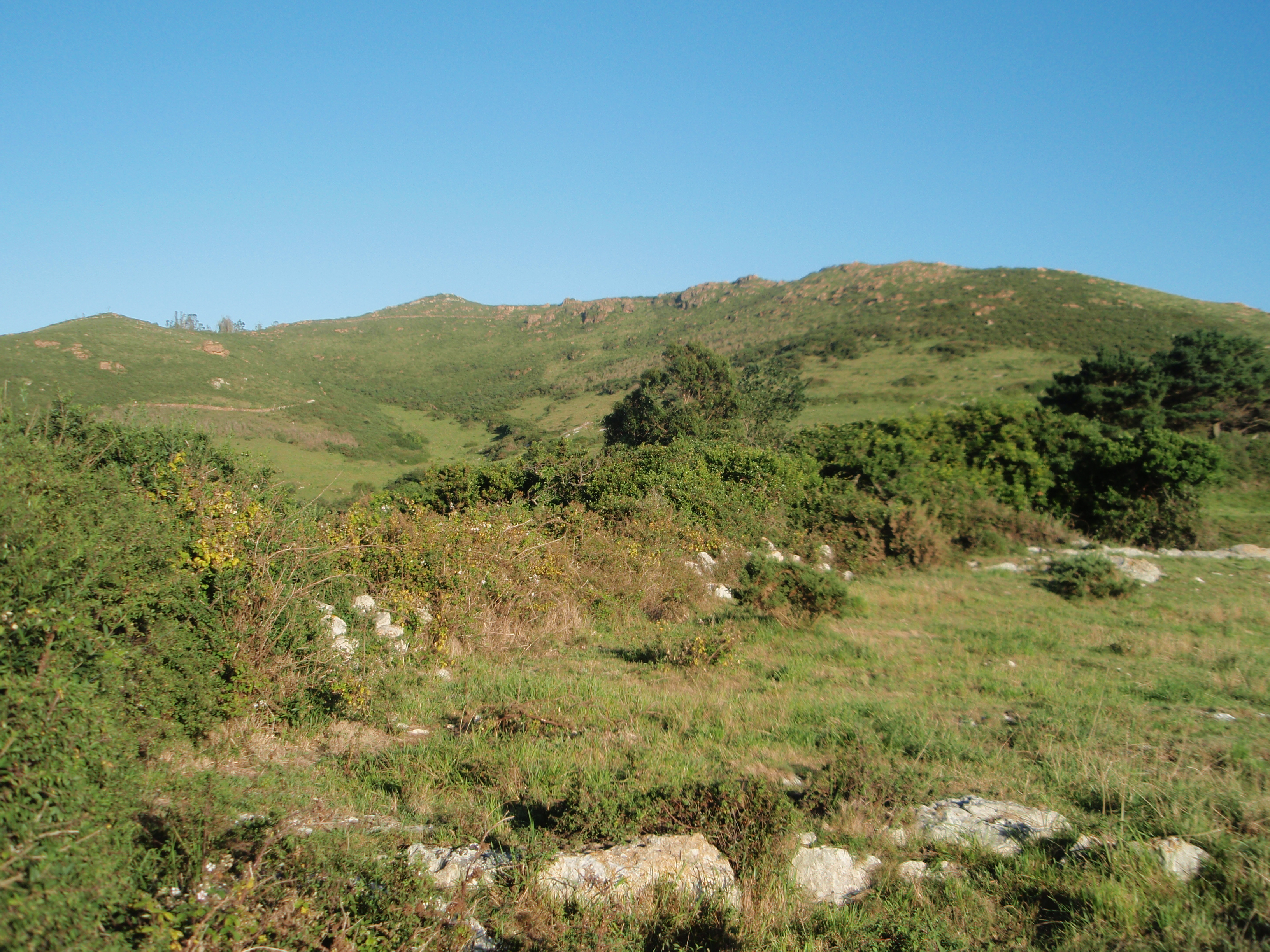
Vista de la ladera norte.

El Huervo es el punto más alto de la sierra del mismo nombre, situada en el límite con el mar del municipio cántabro de Santillana del Mar (España). En la parte más destacada tiene un vértice geodésico que marca una altitud de 273,9 m s. n. m. desde la base del pilar, aunque según datos recientes, su altura es de 275 m. Se llega aquí desde Yuso, a través de una pista que va a Puente Avíos, cogiendo a unos 250 metros del pueblo un camino a la izquierda, o bien desde Arroyo.